# Sultentjärnen, Dalarna
Sultentjärnen är en sjö i Ludvika kommun i Dalarna och ingår i Norrströms huvudavrinningsområde.